# Meg Ryan
Meg Ryan, nascuda Margaret Mary Emily Anne Hyra, el 19 de novembre de 1961 a Fairfield (Connecticut), és una actriu i productora americana que principalment fa comèdies romàntiques.

## Biografia
Ryan estudia periodisme a la universitat de Nova York. Mentrestant comença a fer d'actriu per «arrodonir els ingressos mensuals». Després del primer paper de figurant, Ryan fa el personatge de la Betsy al fulletó quotidià As the World Turns de 1982 a 1984. Als realitzadors els agrada perquè pot plorar quan li demanen.
Després d'algunes pel·lícules de televisió i de petites aparicions al cinema, el primer gran paper és a la comèdia romàntica Quan en Harry troba la Sally. L'èxit de la pel·lícula li posa a la Meg l'etiqueta d'encisadora i romàntica. Intenta unes quantes vegades de trencar aquesta imatge, tenint crítiques excel·lents amb When a Man Loves a Woman - on és una alcohòlica -, i amb Courage Under Fire - on és una oficial morta en combat. Moltes de les seves pel·lícules dels anys 1990 són èxits a tot el món. Té complicitat amb en Tom Hanks, visible a la pantalla a tres pel·lícules (Joe Versus the Volcano, Alguna cosa per recordar i Tens un e-mail). Aquesta última (1998) - és l'èxit més gran.
Meg Ryan es casa amb l'actor Dennis Quaid el 1991 després d'haver fet dues pel·lícules junts. Tenen un fill 1994, Jack Henry, nascut el 24 d'abril de 1992. La parella es divorcia el 16 de juliol del 2001, després que la Meg tingués una relació amb Russell Crowe durant un rodatge. Aquest episodi li fa malbé la reputació amb una part del seu públic, i ja no tindrà tant d'èxit.
El 2003 trenca amb els papers tradicionals i fa In the Cut, un thriller eròtic i negre. Durant la promoció de la pel·lícula, Ryan rep les ires de la premsa britànica per un comportament jutjat com a malcriat al programa de Michael Parkinson, ignorant els altres convidats i dient-li al presentador que acabés l'entrevista.

## Filmografia

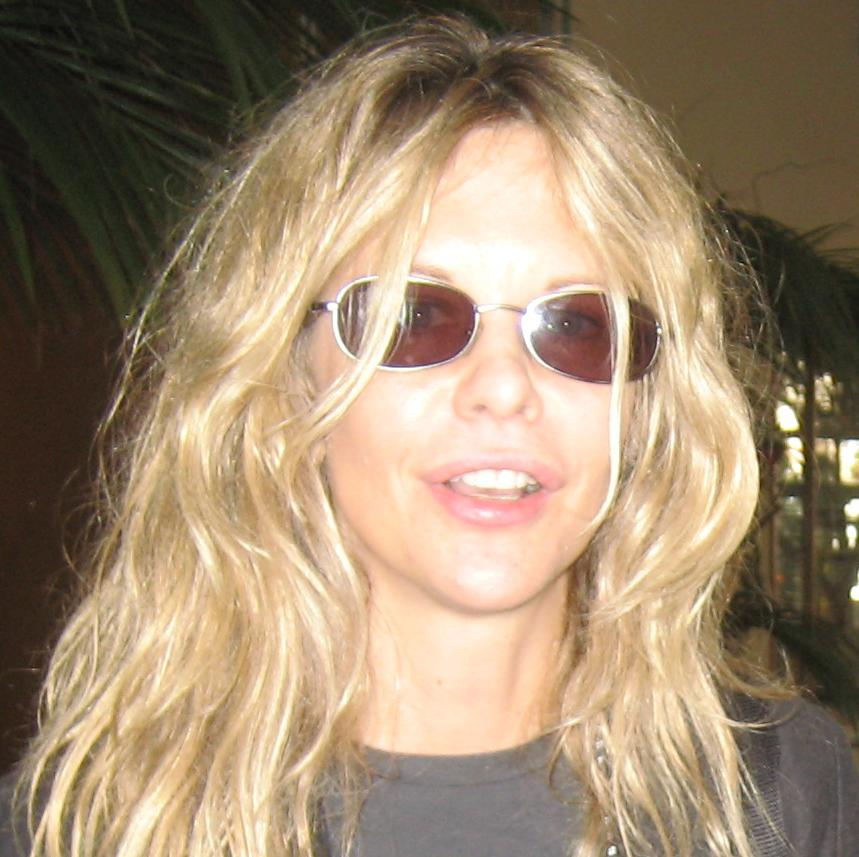
Meg Ryan, 2007.

- 1981: Riques i famoses (Rich and Famous) de George Cukor
- 1983: Amityville 3D de Richard Fleischer
- 1986: Top Gun de Tony Scott
- 1986: Armats i perillosos (Armed and dangerous) de Mark L. Lester
- 1986: La terra promesa (Promised Land) de Michael Hoffman
- 1987: El xip prodigiós (Innerspace) de Joe Dante
- 1988: Mort en arribar (D.O.A.) d'Annabel Jankel i Rocky Morton
- 1988: Més fort que l'odi (The Presidio) de Peter Hyams
- 1989: Quan en Harry va trobar la Sally (When Harry Met Sally...) de Rob Reiner
- 1990: Joe contra el volcà (Joe Versus the Volcano) de John Patrick Shanley
- 1991: The Doors d'Oliver Stone
- 1992: Seducció prohibida (Prelude to a Kiss) de Norman René
- 1993: Alguna cosa per recordar (Sleepless in Seattle) de Nora Ephron
- 1993: Flesh and Bone de Steven Kloves
- 1994: Quan un home estima una dona (When a man loves a woman) de Luis Mandoki
- 1994: I.Q. de Fred Schepisi
- 1995: French Kiss de Lawrence Kasdan
- 1995: Restoration de Michael Hoffman
- 1996: Courage Under Fire d'Edward Zwick
- 1997: Addicted To Love de Griffin Dunne
- 1998: City of Angels de Brad Silberling
- 1998: Hurlyburly de Anthony Drazan
- 1998: Tens un e-mail (You've Got Mail) de Nora Ephron
- 2000: Penjades (Hanging Up) de Diane Keaton
- 2000: Proof of Life de Taylor Hackford
- 2001: La Kate i en Leopold (Kate & Leopold) de James Mangold
- 2003: En carn viva (In the cut) de Jane Campion
- 2004: Against the Ropes de Charles S. Dutton
- 2007: Entre dones (In the land of women)
- 2008: El meu nòvio és un lladre
- 2008: The Women
- 2009: Serious Moonlight

## Nominacions
- 1990 - Globus d'Or a la millor actriu musical o còmica per Quan en Harry va trobar la Sally
- 1994 - Globus d'Or a la millor actriu musical o còmica per Alguna cosa per recordar
- 1998 - Globus d'Or a la millor actriu musical o còmica per Tens un e-mail